# إتش في. بورتر
إتش في. بورتر (بالإنجليزية: H. V. Porter) هو مدرب كرة سلة أمريكي، ولد في 2 أكتوبر 1891 في Spring Lake Township, Tazewell County, Illinois ‏ في الولايات المتحدة، وتوفي في 27 أكتوبر 1975 في سانت بيترسبرغ في الولايات المتحدة.